# Kia EV4
Der Kia EV4 ist ein Elektroauto des südkoreanischen Herstellers Kia. Es wird der Kompaktklasse zugeordnet. Produziert wird der Wagen als Limousine in Gwangmyeong und als Kombilimousine in Zilina.

## Geschichte
Einen Ausblick auf das neue Modell zeigte Kia im Oktober 2023 mit dem Konzeptfahrzeug Kia Concept EV4. Wesentliche Elemente wurden in die Serienversion übernommen, deren Design am 20. Februar 2025 veröffentlicht wurde. Die offizielle Präsentation folgte wenige Tage später am 24. Februar 2025 zum Kia EV Day. Die Markteinführung in Europa soll im September 2025 erfolgen.

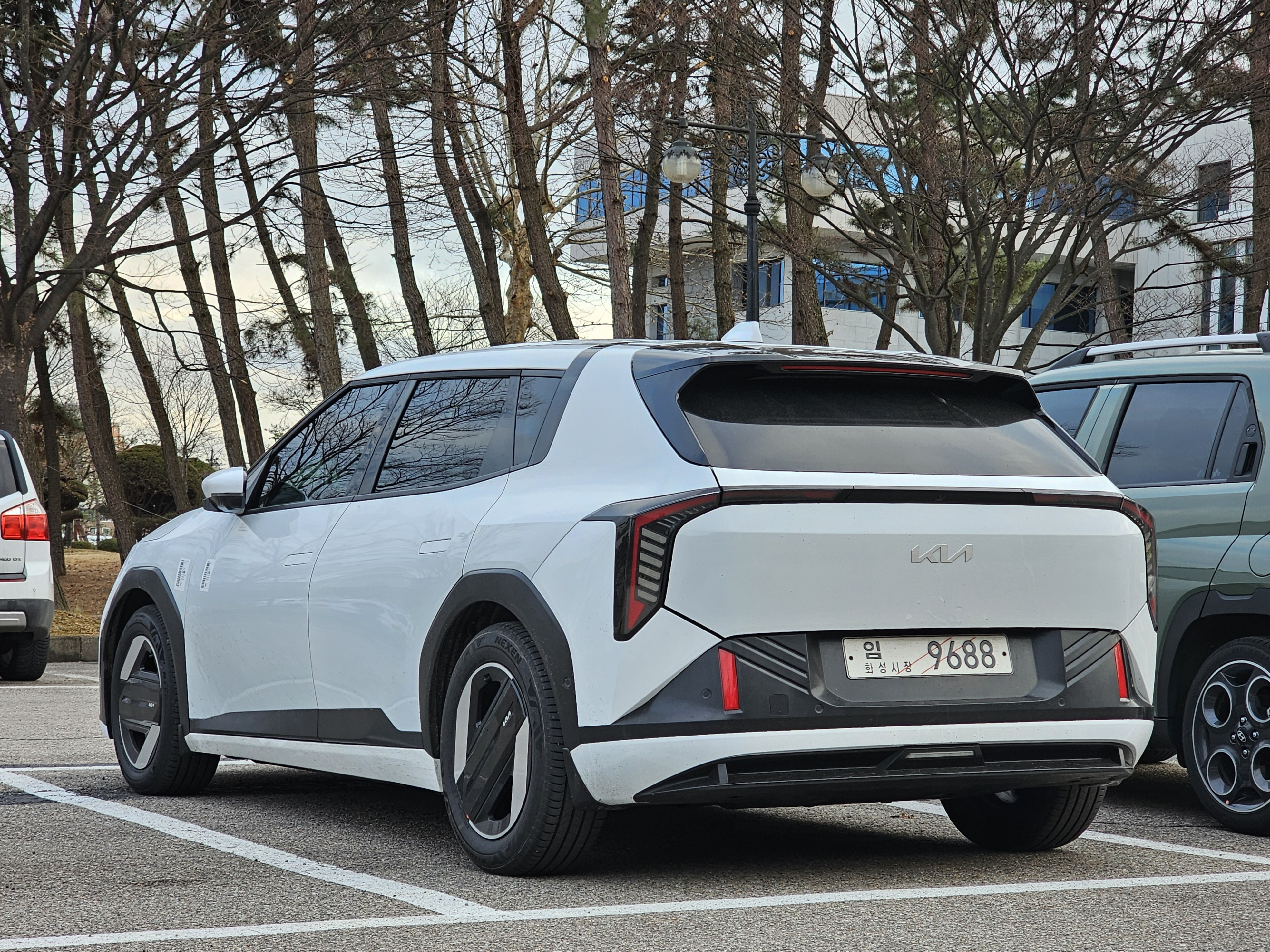
Heckansicht
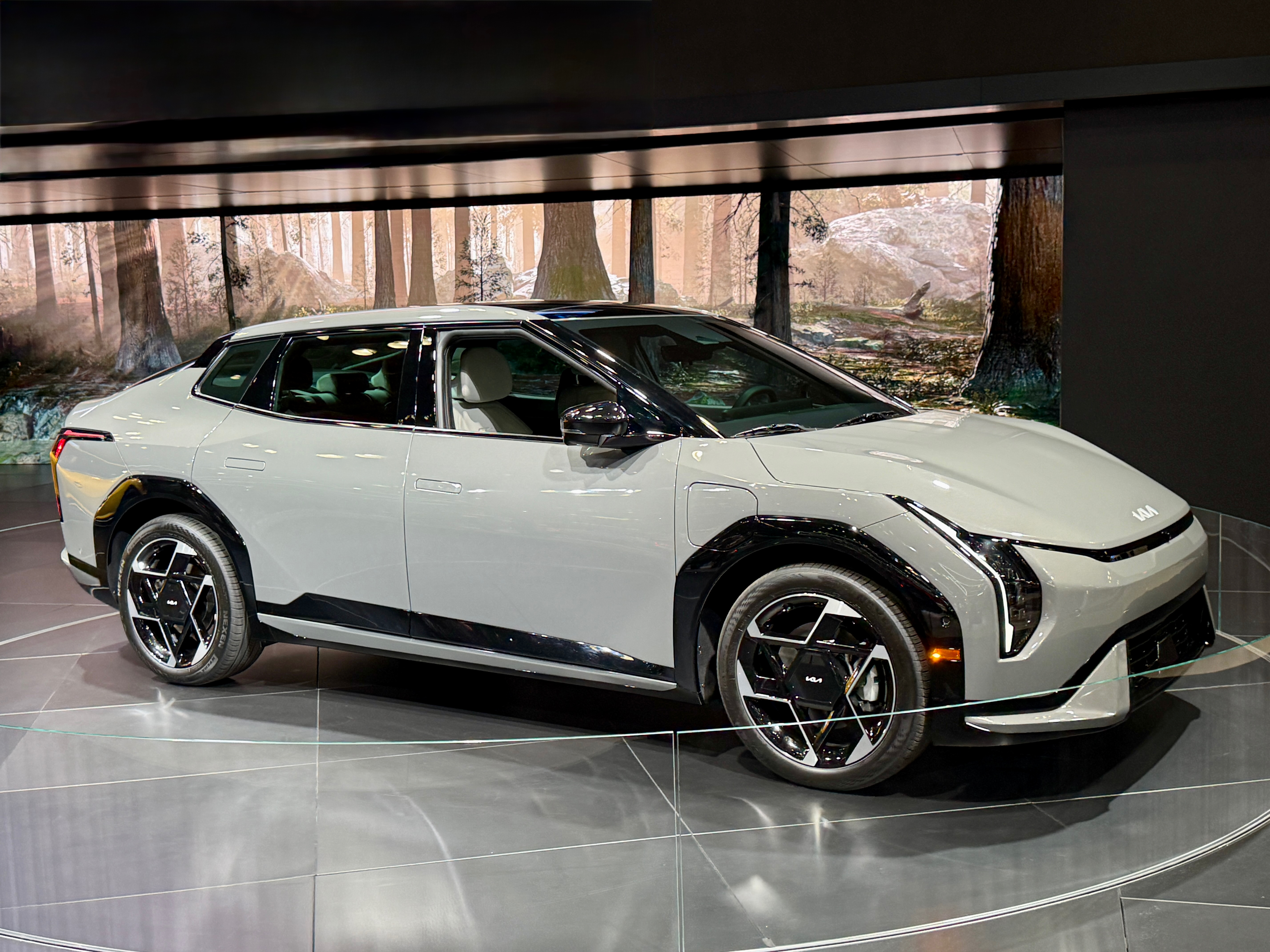
Kia EV4 Limousine (seit 2025)
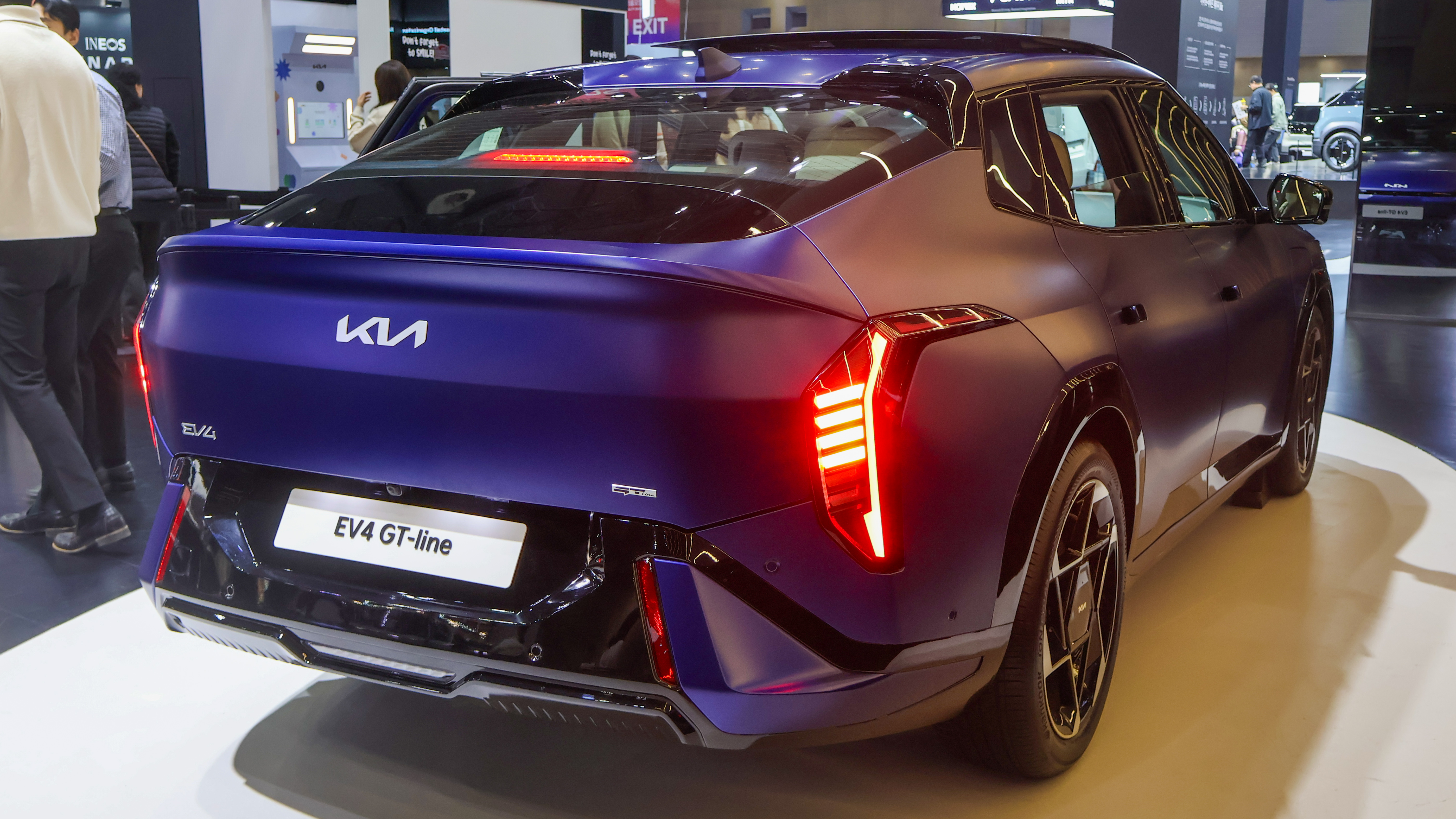
Heckansicht
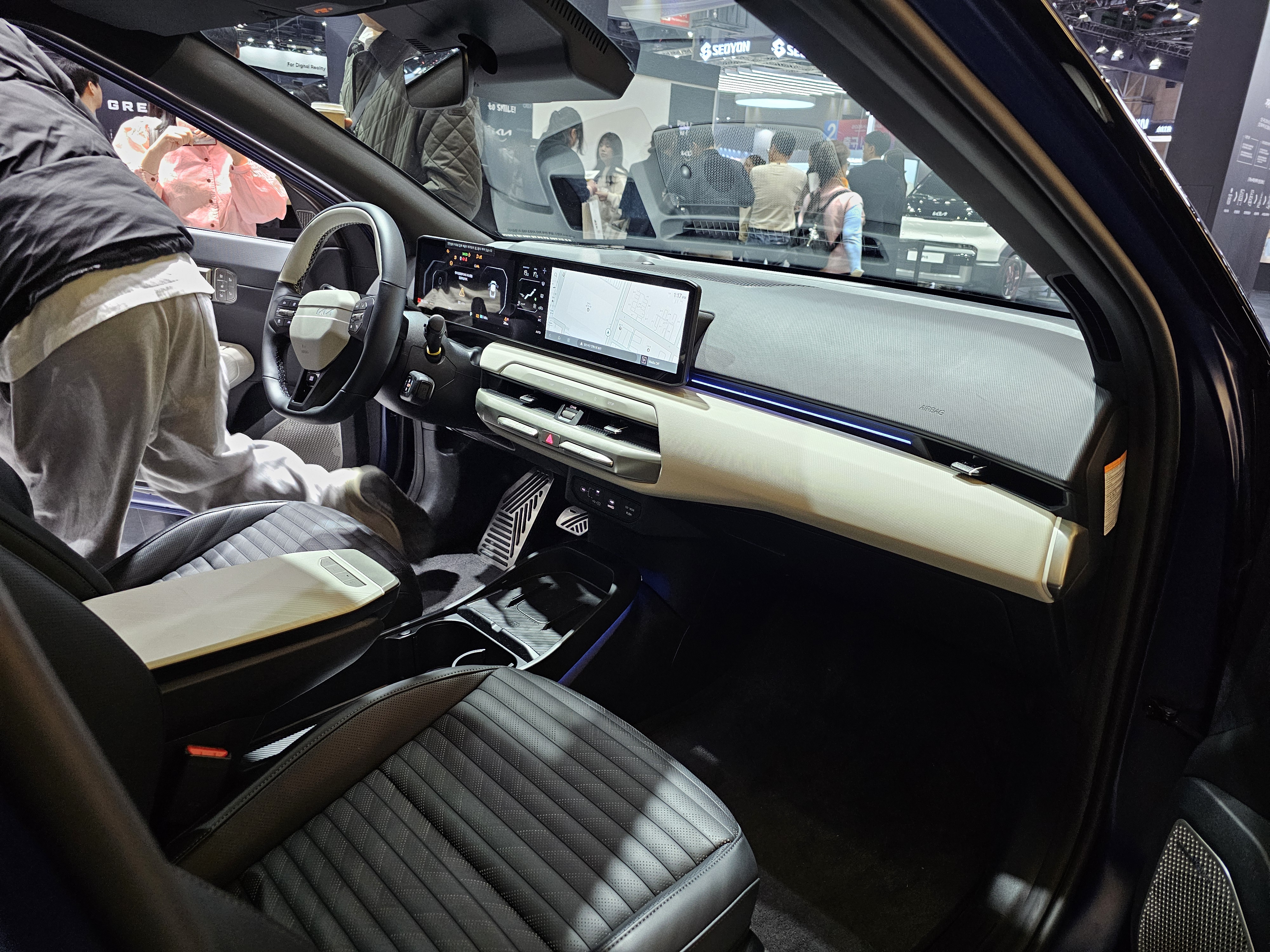
Innenansicht

## Technik
Die technische Basis bildet wie beim EV3 die Electric Global Modular Platform (E-GMP) der Muttergesellschaft Hyundai Motor Company. Während die größeren Modelle mit 800-Volt-Systemen ausgestattet werden, nutzt der EV4 400 Volt. Auch die Akkus und der Elektroantrieb werden aus dem EV3 übernommen: zur Wahl stehen 58,3 oder 81,4 kWh. Der Elektromotor leistet 150 kW (204 PS) und treibt die Vorderachse an. Die Beschleunigung von 0 auf 100 km/h beträgt 7,4 bzw. 7,7 s. Die Höchstgeschwindigkeit liegt bei 170 km/h. Die Reichweite nach dem WLTP-Messzyklus wird mit bis zu 440 bzw. 625 km für das Schrägheck und 430 bzw. 633 km für die Limousinen-ähnliche Version angegeben. Die Ladeleistung mit Wechselstrom beträgt 11 kW, mit Gleichstrom sind je nach Akkugröße 101 oder 128 kW möglich. Von 10 auf 80 % kann das Fahrzeug so in etwa 30 Minuten aufgeladen werden.
Das Kofferraumvolumen bei aufgerichteten hinteren Sitzen beträgt je nach Version 435 oder 490 Liter.

## Technische Daten
|                                                | EV4 Hatchback 58,3 kWh                  | EV4 Hatchback 81,4 kWh                  | EV4 Fastback 81,4 kWh                   |
| ---------------------------------------------- | --------------------------------------- | --------------------------------------- | --------------------------------------- |
| Bauzeitraum                                    | ab 10/2025                              | ab 10/2025                              | ab 10/2025                              |
| Motorkenndaten                                 |                                         |                                         |                                         |
| Motortyp                                       | Elektromotor vorne                      | Elektromotor vorne                      | Elektromotor vorne                      |
| Motorbauart                                    | permanentmagneterregte Synchronmaschine | permanentmagneterregte Synchronmaschine | permanentmagneterregte Synchronmaschine |
| max. Leistung bei min−1                        | 150 kW (204 PS)                         | 150 kW (204 PS)                         | 150 kW (204 PS)                         |
| max. Drehmoment bei min−1                      | 283 Nm                                  | 283 Nm                                  | 283 Nm                                  |
| Kraftübertragung                               |                                         |                                         |                                         |
| Antriebsart                                    | Vorderradantrieb                        | Vorderradantrieb                        | Vorderradantrieb                        |
| Getriebe                                       | Eingang-Getriebe                        | Eingang-Getriebe                        | Eingang-Getriebe                        |
| Antriebsbatterie                               |                                         |                                         |                                         |
| Zellchemie                                     | NMC                                     | NMC                                     | NMC                                     |
| Energieinhalt                                  | 58,3 kWh                                | 81,4 kWh                                | 81,4 kWh                                |
| Systemspannung                                 | 400 V                                   | 400 V                                   | 400 V                                   |
| Messwerte                                      |                                         |                                         |                                         |
| Höchstgeschwindigkeit                          | 170 km/h                                | 170 km/h                                | 170 km/h                                |
| Beschleunigung, 0–100 km/h                     | 7,4–7,5 s                               | 7,7–7,8 s                               | 7,7–7,8 s                               |
| Energieverbrauch auf 100 km (WLTP, kombiniert) | 14,9–16,2 kWh                           | 14,9–16,2 kWh                           | 14,9–16,2 kWh                           |
| Reichweite nach WLTP                           | 425–440 km                              | 584–625 km                              | 612–633 km                              |
| Ladeleistung DC                                | 101 kW                                  | 128 kW                                  | 128 kW                                  |
| Leergewicht                                    | 1811–1892 kg                            | 1896–1985 kg                            | 1900–1987 kg                            |
| Anhängelast ungebremst/gebremst                | 500/500 kg                              | 750/1000 kg                             | 750/1000 kg                             |